# 克莱希夫卡
50°4′21″N 30°4′56″E / 50.07250°N 30.08222°E
克萊希夫卡（烏克蘭語：Клехівка）是位於烏克蘭北部的村莊，由基辅州法斯蒂夫區的法斯蒂夫市鎮負責管轄。該村面積1.02平方公里，海拔高度203米，2001年人口313，人口密度每平方公里306.9人。